# Сосновка (Малопургинський район)
Сосно́вка (рос. Сосновка, удм. Сосновка посёлок) — присілок в Малопургинському районі Удмуртії, Росія.
Урбаноніми:
- вулиці — Берегова, Молодіжна, Підлісна, Пісочна, Радянська

## Населення
Населення — 274 особи (2010; 282 в 2002).
Національний склад станом на 2002 рік:
- удмурти — 80 %